# Прыжки с трамплина на зимних Олимпийских играх 1968

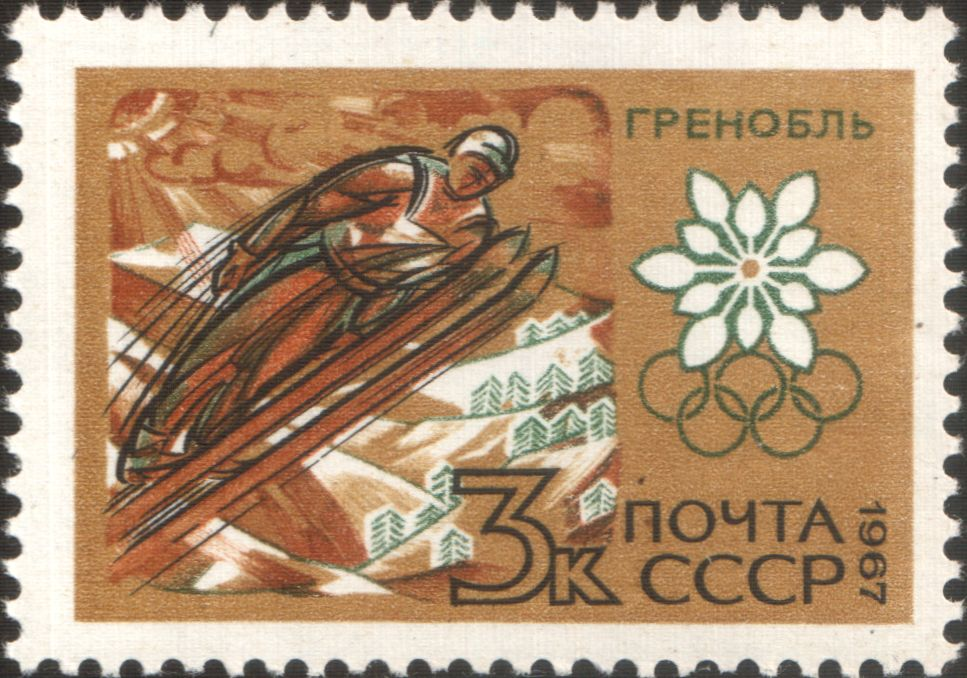
Почтовая марка СССР

Соревнования по прыжкам с трамплина на зимних Олимпийских играх 1968 года прошли с 11 по 18 февраля. Соревнования по прыжкам с большого трамплина проходили в Сен-Низье-дю-Мушроте на трамплине Трамплин Дофине, с обычного — в Отране на Трамплин Ле Кларет.

## Общий медальный зачёт
| Место | Страна       | Золото | Серебро | Бронза | Всего |
| ----- | ------------ | ------ | ------- | ------ | ----- |
| 1     | Чехословакия | 1      | 1       | 0      | 2     |
| 2     | СССР         | 1      | 0       | 0      | 1     |
| 3     | Австрия      | 0      | 1       | 1      | 2     |
| 4     | Норвегия     | 0      | 0       | 1      | 1     |
| Всего | Всего        | 2      | 2       | 2      | 6     |

## Медалисты
| Вид                 | Золото                  | Серебро                  | Бронза                  |
| ------------------- | ----------------------- | ------------------------ | ----------------------- |
| Нормальный трамплин | Иржи Рашка Чехословакия | Райнхольд Бахлер Австрия | Бальдур Праймль Австрия |
| Большой трамплин    | Владимир Белоусов СССР  | Иржи Рашка Чехословакия  | Ларс Грини Норвегия     |